# Козловський Олексій Федорович
Козловський Олексій Федорович (2 [15] жовтня 1905, Київ — 9 січня 1977, Ташкент) — радянський композитор, диригент, педагог. Заслужений діяч мистецтв Узбецької РСР (1944), народний артист Узбецької РСР (1955), професор.

## Біографія
Син вчителя гімназії. Правнук польського віолончеліста Антона Шиманського. У 1923 переїхав до Москви, вчився у Б. Л. Яворського в заснованому ним Першому державному музичному технікумі. У 1931 році закінчив Московську консерваторію по класу композиції М. Я. М'ясковського, контрапункт і строгий стиль вивчав тут же у М. С. Жиляєва, інструментування — у С. Н. Василенко. Дипломна робота — «Героїчна увертюра» для симфонічного оркестру. Як диригент зазнав впливу мистецтва В. І. Сука, протягом 3 років займався диригуванням у О. Б. Хессіна. У 1931—1933 роках диригент Оперного театру ім. К. С. Станіславського.
У 1936 році засланий на 3 роки до Ташкента. Захопився культурою Сходу і залишався в Ташкенті до кінця життя. У 1938—1941 роках диригент Узбецького театру опери і балету, в 1949—1963 роках головний диригент і художній керівник Симфонічного оркестру Узбецької філармонії. З 1943 викладав в Ташкентській консерваторії, з 1957 р професор по класах композиції і диригування, в 1949—1954 і з 1962 завідувач кафедри композиції, з 1972 — інструментування.